# 霍蘭 (麻薩諸塞州普查規定居民點)
霍蘭（英語：Holland）是位於美國麻薩諸塞州漢登縣的一個普查規定居民點。

## 人口
根據2020年美國人口普查的數據，霍蘭的面積為8.46平方千米，當中陸地面積為6.87平方千米，而水域面積為1.59平方千米。當地共有人口1551人，而人口密度為每平方千米183.33人。